# ISO 3166-2:FR
ISO 3166-2:FR è uno standard ISO che definisce i codici geografici della Francia ed è un sottogruppo del codice ISO 3166-2.
Tali codici sono stati assegnati alle 13 regioni, i 101 dipartimenti e le 11 collettività territoriali distribuiti nella Francia metropolitana e in quella d'oltremare. Sono formati dalla sigla FR-, seguita da un codice:
- alfabetico a tre lettere per le regioni della Francia metropolitana;
- alfanumerico a tre caratteri per le collettività territoriali a statuto speciale della Francia metropolitana;
- numerico a due cifre per i dipartimenti della Francia metropolitana;
- numerico a tre cifre per i dipartimenti e regioni d'oltremare (DROM);
- alfabetico a due lettere per le collettività, i territori e le dipendenze della Francia d'oltremare.

## Francia metropolitana

### Regioni
Elenco dei codici ISO 3166-2:FR delle regioni della Francia metropolitana:
| Codice | Regione                     | Nome in francese           |
| ------ | --------------------------- | -------------------------- |
| FR-ARA | Alvernia-Rodano-Alpi        | Auvergne-Rhône-Alpes       |
| FR-BFC | Borgogna-Franca Contea      | Bourgogne-Franche-Comté    |
| FR-BRE | Bretagna                    | Bretagne                   |
| FR-CVL | Centro-Valle della Loira    | Centre-Val de Loire        |
| FR-GES | Grande Est                  | Grand Est                  |
| FR-HDF | Alta Francia                | Hauts-de-France            |
| FR-IDF | Île-de-France               | Île-de-France              |
| FR-NOR | Normandia                   | Normandie                  |
| FR-NAQ | Nuova Aquitania             | Nouvelle-Aquitaine         |
| FR-OCC | Occitania                   | Occitanie                  |
| FR-PDL | Paesi della Loira           | Pays de la Loire           |
| FR-PAC | Provenza-Alpi-Costa Azzurra | Provence-Alpes-Côte d'Azur |

### Collettività territoriali a statuto speciale
Elenco dei codici ISO 3166-2:FR delle collettività territoriali a statuto speciale della Francia metropolitana. La Corsica, pur essendo amministrativamente una collettività territoriale unica, è indicata dall'ISO come collettività metropolitana a statuto speciale.
| Codice | Regione            | Nome in francese  | Tipo                                          |
| ------ | ------------------ | ----------------- | --------------------------------------------- |
| FR-6AE | Alsazia            | Alsace            | collettività europea                          |
| FR-20R | Corsica            | Corse             | collettività metropolitana a statuto speciale |
| FR-69M | Metropoli di Lione | Métropole de Lyon | collettività metropolitana a statuto speciale |
| FR-75C | Parigi             | Paris             | collettività metropolitana a statuto speciale |

### Dipartimenti
Elenco dei codici ISO 3166-2:FR dei 95 dipartimenti della Francia metropolitana.
| Codice | Dipartimento            | Regione                     |
| ------ | ----------------------- | --------------------------- |
| FR-01  | Ain                     | Alvernia-Rodano-Alpi        |
| FR-02  | Aisne                   | Alta Francia                |
| FR-03  | Allier                  | Alvernia-Rodano-Alpi        |
| FR-04  | Alpi dell'Alta Provenza | Provenza-Alpi-Costa Azzurra |
| FR-05  | Alte Alpi               | Provenza-Alpi-Costa Azzurra |
| FR-06  | Alpi Marittime          | Provenza-Alpi-Costa Azzurra |
| FR-07  | Ardèche                 | Alvernia-Rodano-Alpi        |
| FR-08  | Ardenne                 | Grande Est                  |
| FR-09  | Ariège                  | Occitania                   |
| FR-10  | Aube                    | Grande Est                  |
| FR-11  | Aude                    | Occitania                   |
| FR-12  | Aveyron                 | Occitania                   |
| FR-13  | Bocche del Rodano       | Provenza-Alpi-Costa Azzurra |
| FR-14  | Calvados                | Normandia                   |
| FR-15  | Cantal                  | Alvernia-Rodano-Alpi        |
| FR-16  | Charente                | Nuova Aquitania             |
| FR-17  | Charente Marittima      | Nuova Aquitania             |
| FR-18  | Cher                    | Centro-Valle della Loira    |
| FR-19  | Corrèze                 | Nuova Aquitania             |
| FR-2A  | Corsica del Sud         | Corsica                     |
| FR-2B  | Alta Corsica            | Corsica                     |
| FR-21  | Côte-d'Or               | Borgogna-Franca Contea      |
| FR-22  | Côtes-d'Armor           | Bretagna                    |
| FR-23  | Creuse                  | Nuova Aquitania             |
| FR-24  | Dordogna                | Nuova Aquitania             |
| FR-25  | Doubs                   | Borgogna-Franca Contea      |
| FR-26  | Drôme                   | Alvernia-Rodano-Alpi        |
| FR-27  | Eure                    | Normandia                   |
| FR-28  | Eure-et-Loir            | Centro-Valle della Loira    |
| FR-29  | Finistère               | Bretagna                    |
| FR-30  | Gard                    | Occitania                   |
| FR-31  | Alta Garonna            | Occitania                   |
| FR-32  | Gers                    | Occitania                   |
| FR-33  | Gironda                 | Nuova Aquitania             |
| FR-34  | Hérault                 | Occitania                   |
| FR-35  | Ille-et-Vilaine         | Bretagna                    |
| FR-36  | Indre                   | Centro-Valle della Loira    |
| FR-37  | Indre e Loira           | Centro-Valle della Loira    |
| FR-38  | Isère                   | Alvernia-Rodano-Alpi        |
| FR-39  | Giura                   | Borgogna-Franca Contea      |
| FR-40  | Landes                  | Nuova Aquitania             |
| FR-41  | Loir-et-Cher            | Centro-Valle della Loira    |
| FR-42  | Loira                   | Alvernia-Rodano-Alpi        |
| FR-43  | Alta Loira              | Alvernia-Rodano-Alpi        |
| FR-44  | Loira Atlantica         | Paesi della Loira           |
| FR-45  | Loiret                  | Centro-Valle della Loira    |
| FR-46  | Lot                     | Occitania                   |
| FR-47  | Lot e Garonna           | Nuova Aquitania             |
| FR-48  | Lozère                  | Occitania                   |
| FR-49  | Maine e Loira           | Paesi della Loira           |
| FR-50  | Manica                  | Normandia                   |
| FR-51  | Marna                   | Grande Est                  |
| FR-52  | Alta Marna              | Grande Est                  |
| FR-53  | Mayenne                 | Paesi della Loira           |
| FR-54  | Meurthe e Mosella       | Grande Est                  |
| FR-55  | Mosa                    | Grande Est                  |
| FR-56  | Morbihan                | Bretagna                    |
| FR-57  | Mosella                 | Grande Est                  |
| FR-58  | Nièvre                  | Borgogna-Franca Contea      |
| FR-59  | Nord                    | Alta Francia                |
| FR-60  | Oise                    | Alta Francia                |
| FR-61  | Orne                    | Normandia                   |
| FR-62  | Passo di Calais         | Alta Francia                |
| FR-63  | Puy-de-Dôme             | Alvernia-Rodano-Alpi        |
| FR-64  | Pirenei Atlantici       | Nuova Aquitania             |
| FR-65  | Alti Pirenei            | Occitania                   |
| FR-66  | Pirenei Orientali       | Occitania                   |
| FR-67  | Basso Reno              | Grande Est                  |
| FR-68  | Alto Reno               | Grande Est                  |
| FR-69  | Rodano                  | Alvernia-Rodano-Alpi        |
| FR-70  | Alta Saona              | Borgogna-Franca Contea      |
| FR-71  | Saona e Loira           | Borgogna-Franca Contea      |
| FR-72  | Sarthe                  | Paesi della Loira           |
| FR-73  | Savoia                  | Alvernia-Rodano-Alpi        |
| FR-74  | Alta Savoia             | Alvernia-Rodano-Alpi        |
| FR-76  | Senna Marittima         | Normandia                   |
| FR-77  | Senna e Marna           | Île-de-France               |
| FR-78  | Yvelines                | Île-de-France               |
| FR-79  | Deux-Sèvres             | Nuova Aquitania             |
| FR-80  | Somme                   | Alta Francia                |
| FR-81  | Tarn                    | Occitania                   |
| FR-82  | Tarn e Garonna          | Occitania                   |
| FR-83  | Var                     | Provenza-Alpi-Costa Azzurra |
| FR-84  | Vaucluse                | Provenza-Alpi-Costa Azzurra |
| FR-85  | Vandea                  | Paesi della Loira           |
| FR-86  | Vienne                  | Nuova Aquitania             |
| FR-87  | Alta Vienne             | Nuova Aquitania             |
| FR-88  | Vosgi                   | Grande Est                  |
| FR-89  | Yonne                   | Borgogna-Franca Contea      |
| FR-90  | Territorio di Belfort   | Borgogna-Franca Contea      |
| FR-91  | Essonne                 | Île-de-France               |
| FR-92  | Hauts-de-Seine          | Île-de-France               |
| FR-93  | Senna-Saint-Denis       | Île-de-France               |
| FR-94  | Valle della Marna       | Île-de-France               |
| FR-95  | Val-d'Oise              | Île-de-France               |

## Francia d'oltremare

### Dipartimenti e regioni d'oltremare
Elenco dei codici ISO 3166-2:FR dei dipartimenti e regioni della Francia d'oltremare, che a partire dal 2021 adottano un solo codice; sebbene tutte siano considerate amministrativamente dipartimento e regione d'oltremare, nell'ISO 3166-2:FR, tuttavia, non sono classificati come dipartimenti e regioni d'oltremare ma Guadalupa, La Riunione e Mayotte sono definite collettività dipartimentali d'oltremare mentre Martinica e la Guyana francese come collettività territoriali uniche d'oltremare. 
| Codice | Dipartimento e regione | Nome in francese | Note                     |
| ------ | ---------------------- | ---------------- | ------------------------ |
| FR-971 | Guadalupa              | Guadeloupe       | vedi anche ISO 3166-2:GP |
| FR-972 | Martinica              | Martinique       | vedi anche ISO 3166-2:MQ |
| FR-973 | Guyana francese        | Guyane           | vedi anche ISO 3166-2:GF |
| FR-974 | La Riunione            | La Réunion       | vedi anche ISO 3166-2:RE |
| FR-976 | Mayotte                | Mayotte          | vedi anche ISO 3166-2:YT |

### Collettività territoriali d'oltremare
Elenco dei codici delle nove suddivisioni definite dall'ISO 3166-2:FR collettività territoriali d'oltremare, che includono le cinque collettività della Francia d'oltremare, il territorio d'oltremare delle Terre Australi e Antartiche Francesi e la collettività a statuto speciale della Nuova Caledonia.
| Codice | Collettività territoriale d'oltremare | Nome in francese                            | Note                     |
| ------ | ------------------------------------- | ------------------------------------------- | ------------------------ |
| FR-BL  | Saint-Barthélemy                      | Saint-Barthélemy                            | vedi anche ISO 3166-2:BL |
| FR-MF  | Saint-Martin                          | Saint-Martin                                | vedi anche ISO 3166-2:MF |
| FR-NC  | Nuova Caledonia                       | Nouvelle-Calédonie                          | vedi anche ISO 3166-2:NC |
| FR-PF  | Polinesia francese                    | Polynésie française                         | vedi anche ISO 3166-2:PF |
| FR-PM  | Saint-Pierre e Miquelon               | Saint-Pierre-et-Miquelon                    | vedi anche ISO 3166-2:PM |
| FR-TF  | Terre Australi e Antartiche Francesi  | Terres australes et antarctiques françaises | vedi anche ISO 3166-2:TF |
| FR-WF  | Wallis e Futuna                       | Wallis-et-Futuna                            | vedi anche ISO 3166-2:WF |

### Dipendenze
| Codice | Dominio    | Nome in francese  |
| ------ | ---------- | ----------------- |
| FR-CP  | Clipperton | Île de Clipperton |

## Codici obsoleti

### Regioni della Francia metropolitana
Codici ISO 3166-2:FR per le regioni francesi in uso fino al 2015.
| #  | Codice | Regione                     | Nome in francese           |
| -- | ------ | --------------------------- | -------------------------- |
| 1  | FR-A   | Alsazia                     | Alsace                     |
| 2  | FR-B   | Aquitania                   | Aquitaine                  |
| 3  | FR-C   | Alvernia                    | Auvergne                   |
| 4  | FR-P   | Bassa Normandia             | Basse-Normandie            |
| 5  | FR-D   | Borgogna                    | Bourgogne                  |
| 6  | FR-E   | Bretagna                    | Bretagne                   |
| 7  | FR-F   | Centro-Valle della Loira    | Centre                     |
| 8  | FR-G   | Champagne-Ardenne           | Champagne-Ardenne          |
| 9  | FR-H   | Corsica                     | Corse                      |
| 10 | FR-I   | Franca Contea               | Franche-Comté              |
| 11 | FR-Q   | Alta Normandia              | Haute-Normandie            |
| 12 | FR-J   | Île-de-France               | Île-de-France              |
| 13 | FR-K   | Linguadoca-Rossiglione      | Languedoc-Roussillon       |
| 14 | FR-L   | Limosino                    | Limousin                   |
| 15 | FR-M   | Lorena                      | Lorraine                   |
| 16 | FR-N   | Midi-Pirenei                | Midi-Pyrénées              |
| 17 | FR-O   | Nord-Passo di Calais        | Nord-Pas-de-Calais         |
| 18 | FR-R   | Paesi della Loira           | Pays de la Loire           |
| 19 | FR-S   | Piccardia                   | Picardie                   |
| 20 | FR-T   | Poitou-Charentes            | Poitou-Charentes           |
| 21 | FR-U   | Provenza-Alpi-Costa Azzurra | Provence-Alpes-Côte d'Azur |
| 22 | FR-V   | Rodano-Alpi                 | Rhône-Alpes                |

### Francia d'oltremare
Codici ISO 3166-2:FR per i dipartimenti e le regioni francesi d'oltremare in uso fino al 2021.
| Codice  | Codice       | Dipartimento e regione |
| Regione | Dipartimento | Dipartimento e regione |
| ------- | ------------ | ---------------------- |
| FR-GP   | FR-GUA       | Guadalupa              |
| FR-MQ   | -            | Martinica              |
| FR-GF   | -            | Guyana francese        |
| FR-RE   | FR-LRE       | La Riunione            |
| FR-MY   | FR-MAY       | Mayotte                |